# Abraham Poppius
Abraham Johansson Poppius (30. října 1793, Männynmäki, Juva, švédské Finsko – 19. června 1866, tamtéž, Finské velkoknížectví) byl finský kněz a básník. Byl raným sběratelem lidové poezie a jedním z prvních básníků, kteří psali ve finštině.

## Život
Abraham Poppius se narodil ve vesnici Männynmäki, patřící dnes do města Juva.  Jeho otec byl poručík a matka dcera vojenského soudce. Nejprve navštěvoval obecnou školu v Kuopiu a poté přešel na střední školu v Porvoo. Roku 1813 začal studovat na Královské akademií v Turku, kde se seznámil s myšlenkami tzv. turkuské romantiky, jejíž představitelé otevřeli otázku hledání národní finské identity spojenou se zaměřením na vývoj finštiny jako národního jazyka, který pomůže národu k samostatnosti. Začal zde také skládat básně ve finštině a sbírat lidovou poezii a přísloví ze svého rodného kraje.
V roce 1817 Poppius přešel na Uppsalskou univerzitu, aby zde pokračoval ve studiu. Jeho disertační práce z roku 1818 De reciproca conjugationum forma in lingua Fennica (O zvratných slovesných tvarech finského jazyka) obsahovala charakteristiku spisovné finštiny. Na univerzitě se také spřátelili s Carlem Axelem Gottlundem, který zde ve stejné době studoval.
V roce 1823 byl vysvěcen na kněze finskou kongregací ve Stockholmu. Společně s Andersem Johanem Sjögrenem plánoval expedici do Ruska, ale projekt byl kvůli nedostatku financí zrušen. Roku 1825 se vrátil do Finska poté, co přijal místo vězeňského kaplana ve Vyborgu. V roce 1833 se přestěhoval jako kaplan do svého rodiště. Tam se v roce 1861 oženil s ovdovělou Wilhelminou Rytkönenovou. V Juvě zůstal až do své smrti roku 1866.

## Dílo
Již během studií se Poppius  zajímal o finský jazyk a jeho gramatiku a později přenesl mnoho slov ze savolaxského  dialektu do spisovného jazyka. Psal také básně a je počítán mezi rané finské básníky. Svá díla publikoval v časopise Mnemosyne a některá také vyšla v brožuře Adolfa Ivara Arwidssona Oskyldigt Ingenting (1821), kterou vydal jako náhradu pro předplatitele zrušených novin Åbo Morgonblad. Své básně rovněž posílal do nově vydávaných finských novin.
Navzdory svému kněžství Poppius nepsal příliš duchovní poezii, ale držel se světštějších témat. Básně nesou jasný vliv lidové poezie a finského básnického metra. Mají humor a obsahují hru s rytmy a ryzí cit. Náměty básní jsou často převzaty z přírody a lidového života. Do jeho pozdějších básní vstupovaly vážnější, národní tóny.
V posledních letech života Poppius  připravoval souborné vydání svých básní, zemřel však uprostřed práce. Jeho básně byly nakonec vydány po jeho smrti v roce 1870  v prvním svazku alba Koitar od savo-karelského spolku při Imperial Alexander University.